# Vysoká škola Žitava/Zhořelec
Vysoká škola Žitava/Zhořelec – univerzita pro aplikované vědy (německy Hochschule Zittau/Görlitz – Hochschule für angewandte Wissenschaften) je odbornou vysokou školou v Sasku, která sídlí ve dvou 35 km od sebe vzdálených městech, jimiž jsou Žitava a Görlitz (Zhořelec). Mezinárodní označení této školy je Hochschule Zittau/Görlitz – University of Applied Sciences. V roce 2017 zde bylo imatrikulováno kolem 3000 studentů, mezi nimi asi 500 cizinců celkem 32 národností.

## Historie
Vysoká škola Žitava/Zhořelec byla založena 13. července 1992 jako „Vysoká škola pro techniku, ekonomii a sociální věci Žitava/Zhořelec“ (Hochschule für Technik, Wirtschaft und Sozialwesen Zittau/Görlitz, zkráceně „FH“) se sídlem v Žitavě a v Görlitz.
Tato vysoká škola navazuje na tradici, kterou v Žitavě založil Christian Weise, když se v 17. století zasloužil o vynikající pověst zdejšího humanistického gymnázia. V období hospodářského vzestupu hornolužických měst, k němuž došlo následkem industrializace na konci 19. století, byly v tomto kraji založeny některé vyšší vzdělávací instituce v oblasti strojírenství, textilního průmyslu a stavebnictví. Žitavské a zhořelecké vzdělávací ústavy získaly po celém Německu dobré jméno. Sdružení studentů a absolventů „Zittauer Bauhütte“ např. až do 20. století ovlivňovalo vývoj ve stavebnictví. Dalším tradičním centrem vzdělanosti v tomto regionu je Hornolužická společnost věd založená v Görlitz v roce 1779, která patří mezi nejstarší vědecké akademie v Evropě. 
Po první a druhé světové válce byly s ohledem na stávající funkční budovy, učební materiály a vynikající odborníky v obou městech založeny vysoké, popř. odborné školy. V roce 1951 vznikla v Žitavě Inženýrská škola pro energetiku. Roku 1969 převzala její absolventy nově založená Vysoká inženýrská škola (Ingenieurhochschule Zittau; IHZ), která otevřela studijní obory, jako byla výstavba elektráren, konverze energií, dodávání elektrické energie nebo podnikové hospodářství. V letech 1979–2005 byl v Žitavě v provozu učební a výzkumný jaderný reaktor. V roce 1988 získala tato inženýrská škola status technické vysoké školy. Od té doby tu absolventi měli možnost doktorské promoce a habilitace. 
Po znovusjednocení Německa rozhodla roku 1992 centrální německá vědecká rada o založení odborné vysoké školy pro aplikované vědy se sídlem v Žitavě a v Görlitz, jež by na tyto vzdělávací instituce z období NDR navázala. Od počátku existence této nové školy bylo rozšířeno dosavadní spektrum vzdělávání a výzkumu. Vznikly tak četné nové odborné laboratoře a výzkumné ústavy, přičemž byly adaptovány také některé budovy někdejší „Důstojnické vysoké školy pozemních ozbrojených sil NVA“ (Offiziershochschule der Landstreitkräfte „Ernst Thälmann“). V Görlitz byly do této školy začleněny budovy zrušené Inženýrské školy pro elektroniku a zpracování dat v ulici Brückenstraße. 
Po vstupu Polska a České republiky do Evropské unie získala Vysoká škola Žitava/Zhořelec nová pole působnosti. V rámci mezinárodní akademické sítě Univerzita Nisa tvořené třemi zúčastněnými univerzitami rozvíjí Vysoká škola Žitava/Zhořelec mezinárodní spolupráci s Technickou univerzitou v Liberci a Polytechnikou Wrocław. Studium probíhá ve třech městech Euroregionu Nisa v česko-polsko-německém trojmezí.

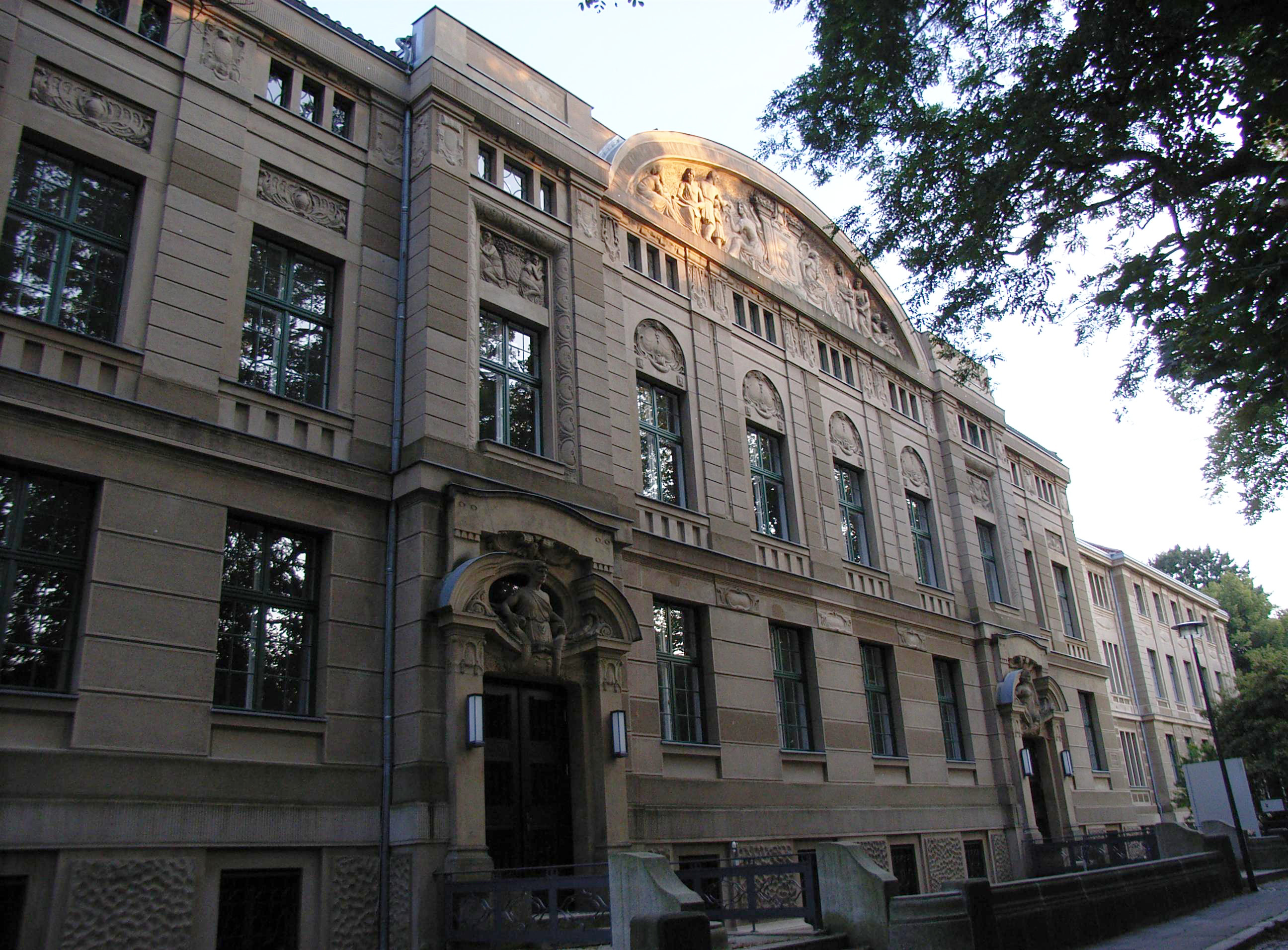
Kampus v Görlitz, stará budova bývalé Rothenburgské pojišťovny
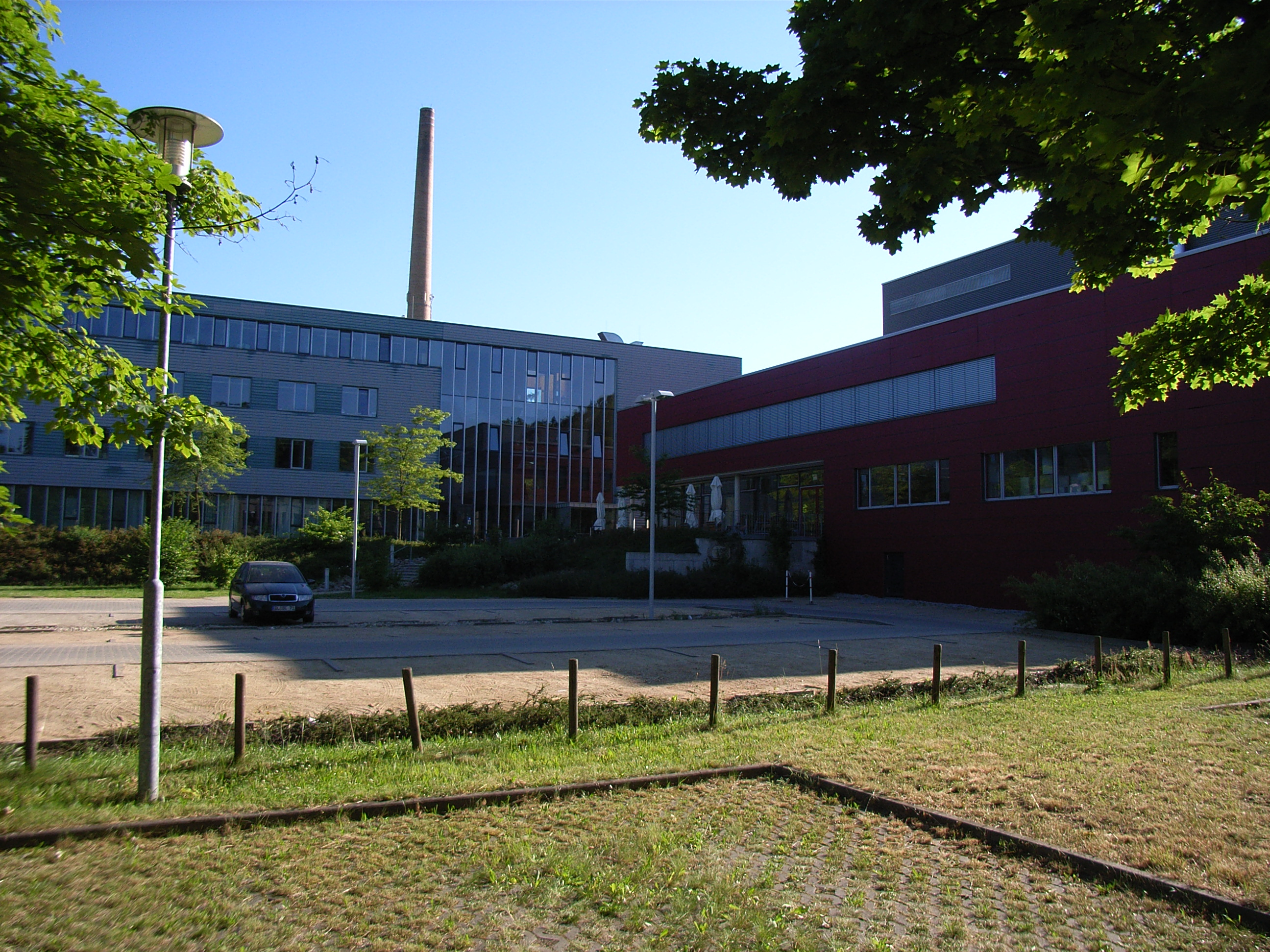
Nová budova Vysokoškolského kampusu v Görlitz
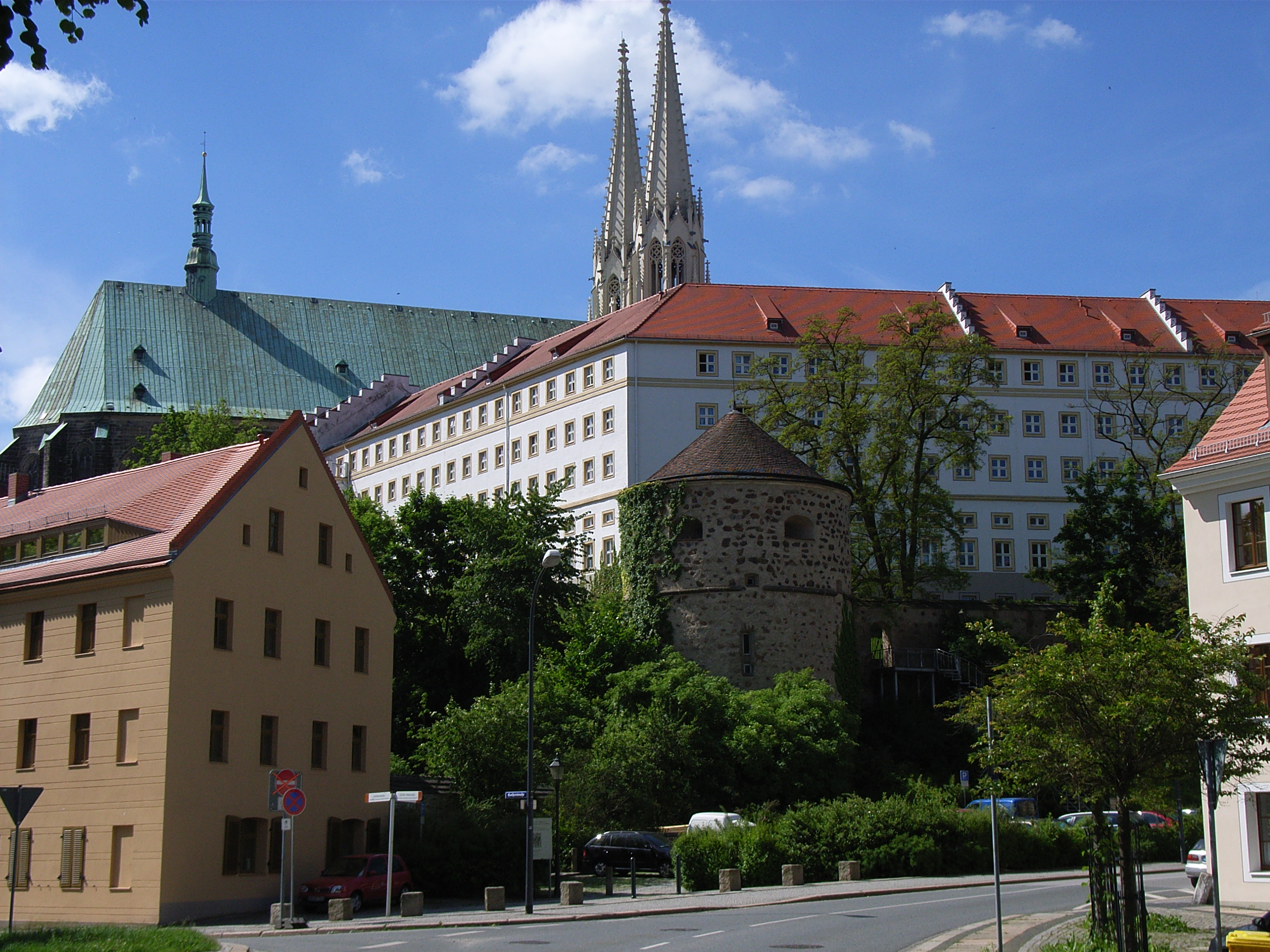
Studentská kolej „Vogtshof“ (Görlitz)

## Mezinárodní spolupráce
Mezinárodní vysokoškolský institut v Žitavě byl založen a vystavěn v roce 1993 sasko-polsko-českým vysokoškolským konsorciem, sestaveným z odborníků z Technické univerzity v Liberci, Slezské technické univerzity v Gliwicích, Ekonomické univerzity ve Wrocławi, Technické univerzity Báňské akademie ve Freibergu a Vysoké školy Žitava/Zhořelec. Od roku 2013 patří tento institut k Technické univerzitě v Drážďanech, nadále však své univerzitní kurzy realizuje ve spolupráci s Vysokou školou Žitava/Zhořelec. Tato vysoká škola je členem Akademického koordinačního centra Euroregionu Nisa. Navíc je iniciátorem mezinárodní akademické sítě známé pod označením Univerzita Nisa, na níž se podílí společně s Technickou univerzitou v Liberci a Technickou univerzitou ve Wrocławi. Koncept Univerzity Nisa je založen na studiu v reálném jazykovém, kulturním, vědeckém a ekonomickém prostředí. Podílejí se na něm studenti a pedagogové z Německa, Polska a České republiky.

## Fakulty a studijní obory
Vysoká škola Žitava/Zhořelec je složena z šesti fakult, jimiž jsou Fakulta elektrotechniky a informatiky, Fakulta strojírenství, Fakulta přírodních věd a životního prostředí, Fakulta ekonomických věd a ekonomického inženýrství, Fakulta managementu a kulturních věd a Fakulta sociálních věd. V roce 2018 tyto fakulty nabízely 30 studijních oborů bakalářského a magisterského studia. Kromě toho škola poskytuje kooperativní inženýrské vzdělávání s integrovanou praxí, která umožňuje kombinaci studia a odborné přípravy na budoucí povolání.
Zvláštností této školy jsou v Německu ojedinělé studijní obory, např. „Psychologie komunikace“, obor „Kultura a management“, založený roku 1997 pod záštitou UNESCO, nebo obor „Ekonomika bydlení a nemovitostí“, jenž je vyučován ve spolupráci s Mezinárodním vysokoškolským institutem v Žitavě a Technickou univerzitou v Drážďanech. V rámci mezinárodní sítě Univerzita Nisa lze v oboru „Mechatronika“ získat dvojí magisterský titul na Vysoké škole Žitava/Zhořelec a na Technické univerzitě v Liberci.

### Fakulta elektrotechniky a informatiky
- Automatizace a mechatronika – Elektrické energetické systémy – Informatika – Information and Communication Management – Mechatronika – Hospodářství a informatika

### Fakulta strojírenství
- Energetická technika – Strojírenství

### Fakulta přírodních věd a životního prostředí
- Ekologie a ochrana životního prostředí – Molekulární biotechnologie – Aplikované přírodní vědy – Biotechnologie a aplikovaná ekologie – Systémy integrovaného managementu – Integrovaný management – Farmaceutická biotechnologie

### Fakulta ekonomických věd a ekonomického inženýrství
- Podnikové hospodářství – Mezinárodní management – Podnikové řízení – Ekonomické inženýrství – Ekonomika bydlení a nemovitostí

### Fakulta managementu a kulturních věd
- Kultura a management – Management ve zdravotnictví – Management turistického ruchu – Profesionální ekonomický překlad němčina/polština – Ekonomie a jazyky

### Fakulta sociálních věd
- Speciální pedagogika/Inclusion Studies – Psychologie komunikace – Vzdělávání dětí – Sociální práce – Sociální gerontologie – Management sociální změny[5]

## Ústavy a instituce
- Ústav pro zdraví, stárnutí a techniku (Institut für Gesundheit, Altern und Technik; GAT)
- Ústav pro ekologii a ochranu životního prostředí (Institut für Ökologie und Umweltschutz; IÖU)
- Ústav pro povrchové úpravy (Institut für Oberflächentechnik; IOT)
- Ústav technologických procesů, automatizace procesů a měřicí techniky (Institut für Prozesstechnik, Prozessautomatisierung und Messtechnik; IPM)
- Ústav pro energetiku a regionální ekonomii (Institut für Energie und Regionalökonomie; IER)
- Ústav pro vývoj technologií, výzkum rašeliny a přírodních produktů (Institut für Technologieentwicklung, Torf- und Naturstoff-Forschung; ITN)
- Ústav pro komunikaci, informace a vzdělávání (Institut für Kommunikation, Information und Bildung; KIB)
- Ústav pro transformaci, bydlení a územní plánování (Institut für Transformation, Wohnen und soziale Raumentwicklung; TRAWOS)
- Centrum pro přenos poznatků a technologií (Zentrum für Wissens- und Technologietransfer; ZWT)
- Ústav pro stavebnictví v Žitavě (Institut für Bauwesen Zittau e. V.; IBZ)
- Saský ústav pro regionální ekonomii a energetiku (Sächsisches Institut für Regionalökonomie und Energiewirtschaft e. V.; SIRE)
- Pracoviště orientované na poptávku a pokročilé moduly v oblasti plazmové povrchové technologie (Bedarfsgerechte Aus- und Weiterbildungsmodule für plasmagestützte Oberflächentechnik; BEDAMOD)
- Jazykové centrum (Fachbereich Sprachen)
- Informační centrum „Umgebindehaus“ (Informationszentrum Umgebindehaus)